# Lindensee (Egelsbach)
Der Lindensee, auch: Krötsee genannt, ist ein kleines Stillgewässer in der Gemarkung Egelsbach im Landkreis Offenbach in Hessen.

## Geographie
Der Lindensee liegt im langen, waldbewachsenen nordwestlichen Gemarkungszipfel von Egelsbach westlich von Schloss Wolfsgarten im nordnordöstlichen Winkelfeld der sich schneidenden Bornbruchschneise und Krötseeschneise.
Der See ist ca. 60 m lang und ca. 35 m breit. Er hat eine Fläche von ca. 0,15 ha.
Gespeist wird der See von einer Quelle, die sich ca. 350 m ostnordöstlich des Sees am oder auf dem Areal von Schloss Wolfsgarten befindet und deren Abfluss über einen Bach entlang der Bornbruchschneise zuläuft. Der See entwässert – dem Höhenlinienbild nach zu urteilen – wohl west- bis nordwestwärts zum Wurzelbach, der weiter abwärts als Geräthsbach in den Schwarzbach mündet.